# 凱納拉奇區
6°19′45″S 76°17′07″W / 6.3291°S 76.2852°W
凱納拉奇區（西班牙語：Distrito de Caynarachi），是秘魯的一個區，位於該國中北部聖馬丁大區的拉馬斯省，始建於1876年11月25日，面積1,679.1平方公里，海拔高度210米，2005年人口6,800，人口密度每平方公里4人。